# 成田達輝
成田 達輝（なりた たつき　1992年3月5日 - ）は、日本のヴァイオリニスト。
妻はピアニストの萩原麻未。

## 略歴
青森県弘前市生まれ。両親はともに青森の出身（父親は弘前市、母親は北津軽郡板柳町）。父親の転勤で、山形県山形市、北海道札幌市と移り、中学1年の時から群馬県前橋市で育った。3歳の頃からヴァイオリンを始め、澤田まさ子、市川映子に師事。小学校3年生から3年間、HBCジュニアオーケストラに在籍。前橋市立箱田中学校時代は藤原浜雄に師事し、大きな影響を受けた。2006年第60回全日本学生音楽コンクール中学校の部全国大会第1位。2007年4月に桐朋女子高等学校音楽科（男女共学）に入学
。2009年第78回日本音楽コンクール第2位。2010年桐朋女子高等学校音楽科（共学）を卒業。同年フランスに渡り、パリ市立13区音楽院を経て、パリ国立高等音楽院で学ぶ。在学中の2012年5月、エリザベート王妃国際音楽コンクールで第2位となる。
2012年現在ジャン＝ジャック・カントロフ、スヴェトリン・ルセヴ、フローリン・シゲティ、藤原浜雄に師事。これまで、日本フィルハーモニー交響楽団、東京フィルハーモニー交響楽団、東京交響楽団、新日本フィルハーモニー交響楽団、群馬交響楽団、大阪フィルハーモニー交響楽団、札幌交響楽団、仙台フィルハーモニー管弦楽団、プラハ交響楽団、山形交響楽団などと共演した。

## 受賞歴
- 2006年第60回全日本学生音楽コンクール中学校の部全国大会第1位、都築音楽賞、兎束賞、東儀賞
- 2007年第5回東京音楽コンクール弦楽部門第1位、聴衆賞
- 2008年霧島国際音楽祭大賞
- 2009年第78回日本音楽コンクール第2位、ナカミチ賞
- 2010年11月ロン＝ティボー国際コンクール第2位、サセム賞
- 2012年5月エリザベート王妃国際音楽コンクール第2位、ウジェーヌ・イザイ賞
- 2013年6月第5回仙台国際音楽コンクール第2位
- 2013年12月第15回ホテルオークラ音楽賞受賞
- 2014年4月第24回出光音楽賞受賞
- 2015年3月第12回上毛芸術文化賞・音楽部門受賞
- 2015年11月第25回道銀芸術文化奨励賞・音楽部門受賞

## 使用楽器
ストラディヴァリウス1711年製 "Tartini" （宗次コレクションより貸与）